# Animula basalis
Animula basalis är en fjärilsart som beskrevs av Franciscus J.M. Heylaerts 1884. Animula basalis ingår i släktet Animula och familjen säckspinnare. Inga underarter finns listade i Catalogue of Life.